# Katholisch-Theologische Fakultät Münster

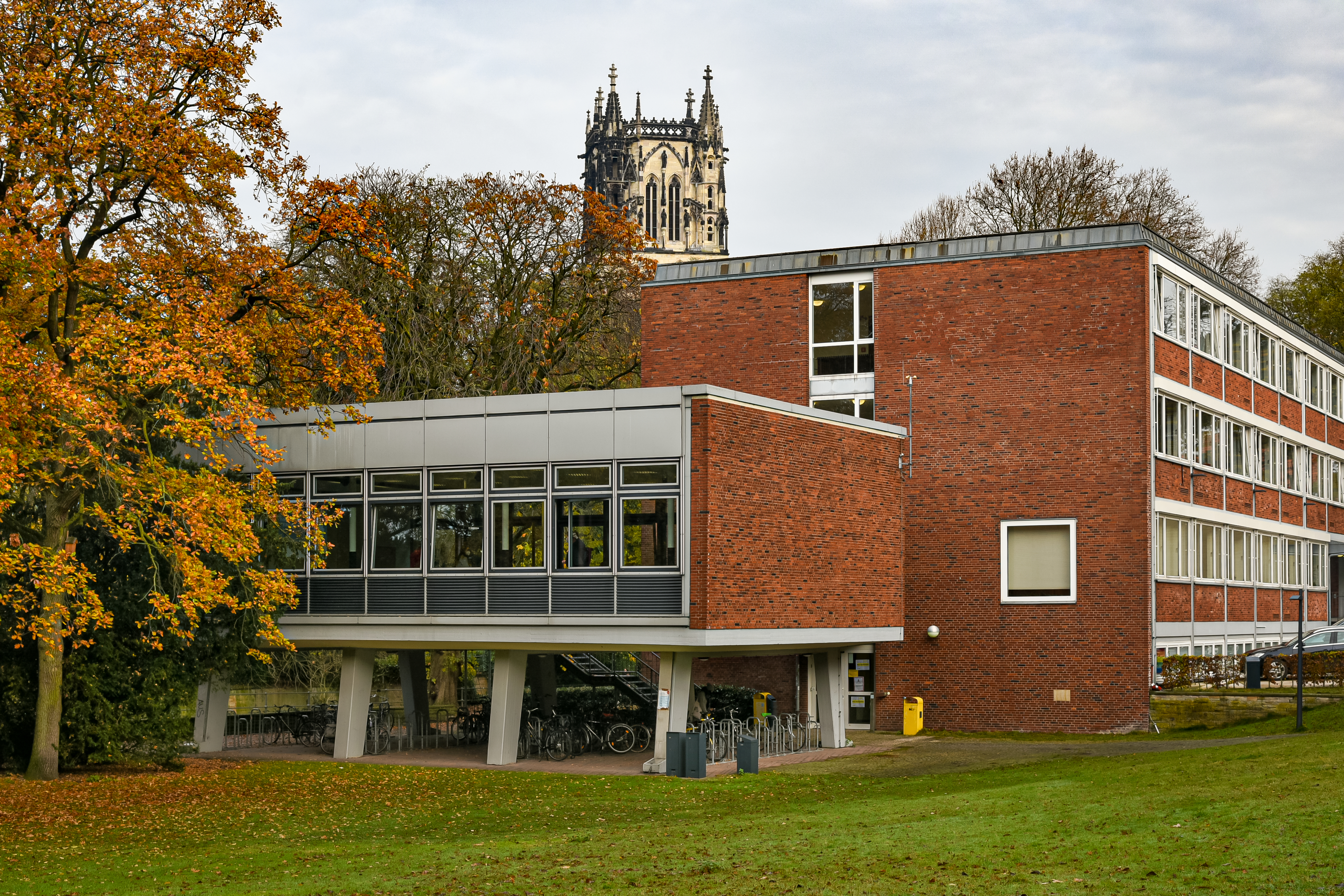
Fakultätsgebäude in der Johannisstraße

Die Katholisch-Theologische Fakultät Münster ist eine Fakultät der Universität Münster. Die Ursprünge der Fakultät liegen bereits im 16. Jahrhundert. Sie ist die größte theologische Einrichtung an einer staatlichen Hochschule in Europa. Im Jahre 2024 zählte sie rund 2400 Studierende. Damit ist sie zahlenmäßig eine der größten theologischen Fakultäten der Welt. An ihr lehren mehr als zwanzig Professoren sowie ca. 150 wissenschaftliche Mitarbeiter.

## Geschichte

### Anfänge der Fakultät
Nach der militärischen Niederschlagung des Täuferreichs von Münster wurde die Stadt 1535/1536 rekatholisiert. Dennoch bestand innerhalb der Bevölkerung noch über mehrere Jahrzehnte eine konfessionelle Spaltung. Im Jahr 1585 wurde Ernst von Bayern zum Fürstbischof gewählt. Er unterstützte die Katholische Reform und förderte insbesondere den Jesuitenorden. So wurde im Jahr 1588, gegen den Widerstand des Stadtrates, ein Jesuitenkolleg in Münster gegründet. Die Jesuiten übernahmen die Leitung des Paulinums und betätigten sich in der Ausbildung von angehenden Lehrern sowie Priestern. Schon 1624 bestand am Kolleg ein vollständiger philosophischer und theologischer Kursus. Dieses Jesuitenkolleg bildet gewissermaßen die Vorgänger-Einrichtung der Katholisch-Theologischen Fakultät.

### Eingliederung in die Universität
Im Jahr 1773 wurde der Jesuitenorden auf Druck der Könige von Frankreich, Spanien und Portugal durch den Papst aufgehoben. Dadurch kam es auch zum Niedergang des Kollegs in Münster. Franz von Fürstenberg, der Generalvikar und Leitende Minister des Hochstifts Münster strebte zur selben Zeit danach, eine Universität in Münster zu gründen. Im Jahr 1773 stellten Papst Clemens XIV. und Kaiser Joseph II. die dafür notwendigen Privilegien aus. Infolgedessen konnte die Lehre der Theologie und Philosophie an der entstehenden Universität fortgeführt werden. Am 16. April 1780 wurde die Universität feierlich konstituiert. Dies war zugleich der Stiftungsakt der Katholisch-Theologischen Fakultät.

### Zeitraum bis zur Gründung der Westfälischen Wilhelms-Universität
Am 25. Mai 1818 wurde die Universität Münster zugunsten der Gründung einer Universität in Bonn durch den preußischen König Friedrich Wilhelm III. aufgehoben. Es verblieb eine philosophisch-theologische Ausbildungsanstalt, welche die münsterischen Geistlichen ausbildete. Diese wurde allerdings 1820, im Zuge von Streitigkeiten zwischen preußischer Landesregierung und Bistum, vorübergehend aufgelöst. 1832 erteilte Friedrich Wilhelm III. die Statuten für die Akademische Lehranstalt, welche fortan Gymnasiallehrer sowie katholische Geistliche ausbildete. Die Theologische Fakultät besaß überdies ein Promotions- sowie Habilitationsrecht. 1843 wurde der Name in „Königlich Theologische und Philosophische Akademie“ geändert.
Im Zuge des Kulturkampfes war die Theologische Fakultät zeitweise von der Auflösung bedroht. Der Münsteraner Bischof, Johannes Bernhard Brinkmann, wurde vom Staatsgerichtshof für abgesetzt erklärt und begab sich ins Exil in die Niederlande. Da er ein Mitbestimmungsrecht für die Ernennung von Professoren besaß, konnten frei gewordene Lehrstühle nicht neu besetzt werden. Der Lehrbetrieb in dieser Zeit wurde vor allem von Privatdozenten sowie Extraordinarien aufrechterhalten. Seit 1880 konnten die freien Lehrstühle wieder besetzt werden.
Durch die Wiedererrichtung einer juristischen Fakultät an der Akademie, wurde diese von Kaiser Wilhelm II. am 1. Juli 1902 wieder in den Stand einer Universität erhoben, welche bis heute besteht.
Die Priesterausbildung an der theologischen Fakultät Münster wird von der Seite des Heiligen Stuhls als Teil der Universität Münster im Artikel 12 des Preußenkonkordats vom 14. Juni 1929 festgeschrieben, das noch heute in diesem Punkt Gültigkeit hat.

## Lehre

### Professuren
Biblische Exegese und Theologie
- Exegese des Alten Testaments: Oliver Dyma
- Zeit und Religionsgeschichte des Alten Testaments: Johannes Schnocks
- Exegese des Neuen Testaments: Adrian Wypadlo
- Theologie des Neuen Testaments und Biblische Didaktik: Wolfgang Grünstäudl

Historische Theologie
- Alte Kirchengeschichte: Alfons Fürst
- Mittlere und Neuere Kirchengeschichte: Hubert Wolf
- Historische Theologie und ihre Didaktik: Norbert Köster

Systematische Theologie
- Fundamentaltheologie und Religionsphilosophie: Bernhard Nitsche
- Dogmatik und Dogmengeschichte: Michael Seewald
- Moraltheologie: Monika Bobbert
- Ökumenisches Institut: Dorothea Sattler
- Ökumenik, Ostkirchenkunde und Friedensforschung: Regina Elsner

- Institut für Christliche Sozialwissenschaften: Marianne Heimbach-Steins
- Institut für Missionswissenschaft und außereuropäische Theologien: Norbert Hintersteiner

Praktische Theologie
- Liturgiewissenschaft: Clemens Leonhard
- Kanonisches Recht: Thomas Schüller
- Religionspädagogik und Didaktik des Religionsunterrichts: Clauß Peter Sajak
- Religionspädagogik, Bildungs- und Genderforschung: Judith Könemann
- Religionswissenschaft: Astrid Reuter
- Pastoraltheologie: Christian Bauer

Philosophie
- Philosophische Grundfragen der Theologie: Thomas Hanke

### Besonderheiten
An der Katholisch-Theologischen Fakultät der Westfälischen-Wilhelms Universität gibt es neben den klassischen Lehreinheiten drei Arbeitsstellen. Die Forschungsstelle Origenes wird vom Kirchenhistoriker Alfons Fürst betreut. Dort werden eine zweisprachige Edition der Werke Origenes’ sowie eine Reihe zu diversen Themen rundum seine Person erarbeitet und herausgegeben. Die Arbeitsstelle für christliche Bildtheorie, theologische Ästhetik und Bilddiaktik wurde im Jahr 1998 von Reinhard Hoeps gegründet und beschäftigt sich mit interdisziplinären Fragen der Bildtheologie. Aktuell wird die Arbeitsstelle von Norbert Köster geleitet. Seit 1986 besteht eine Arbeitsstelle für feministische Theologie. 2018 wurde sie in Arbeitsstelle für Theologische Genderforschung umbenannt und wird derzeit von den Professorinnen Judith Könemann sowie Marianne Heimbach-Steins geleitet.

## Berühmte Fakultätsangehörige

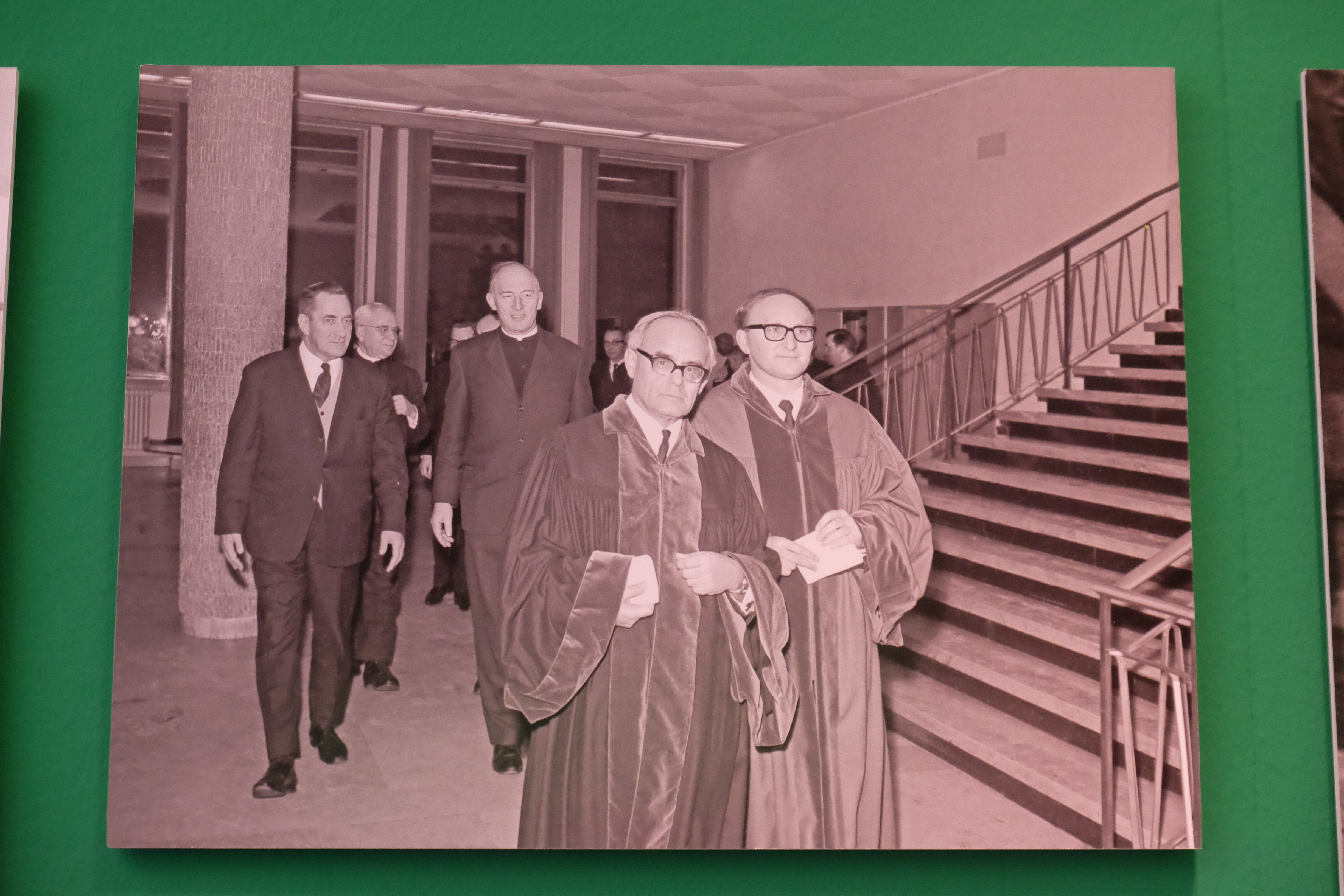
Karl Rahner und Johann Baptist Metz (1971)

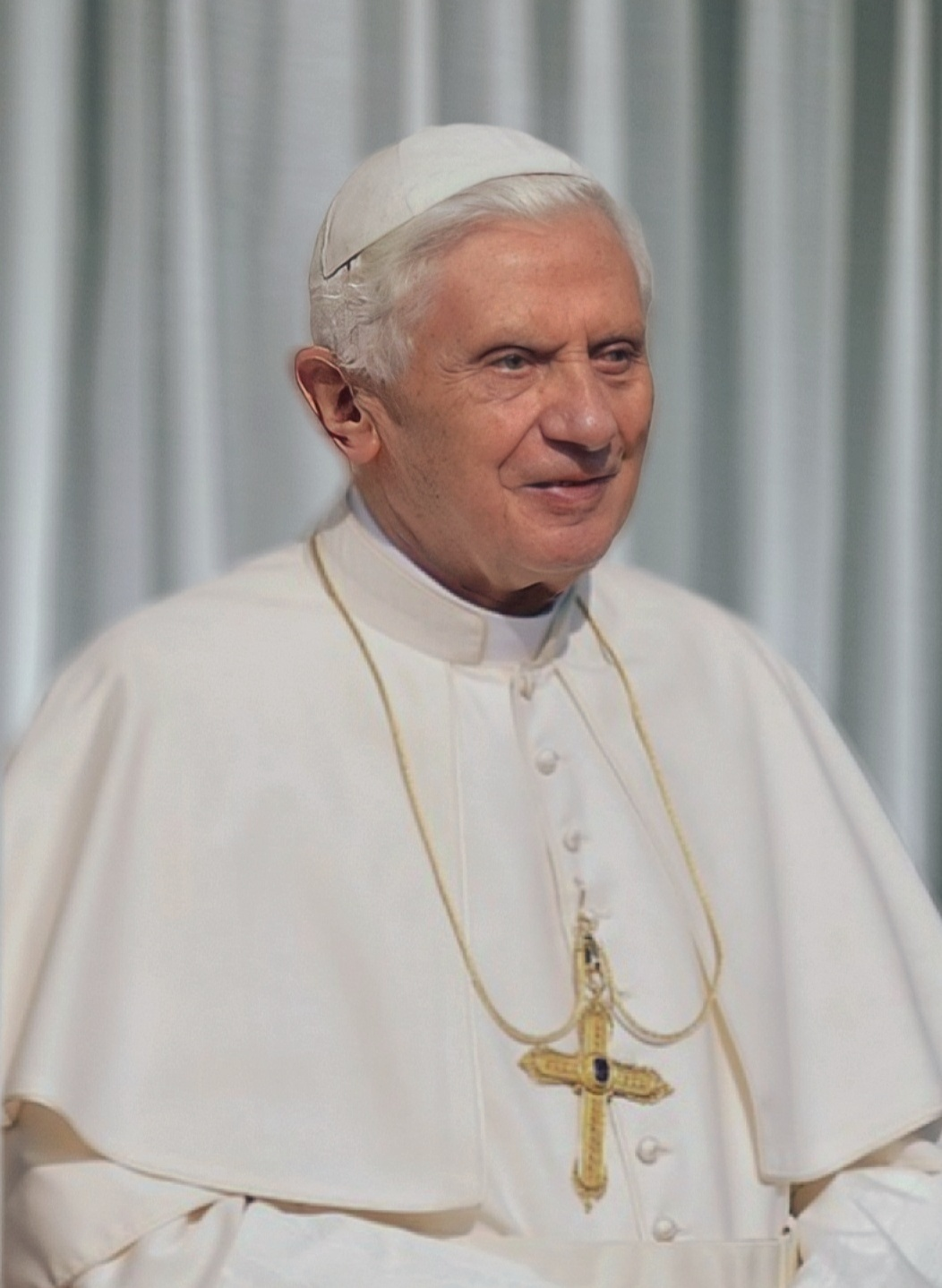
Joseph Ratzinger (später Papst Benedikt XVI.) war von 1963 bis 1966 Professor für Dogmatik und Dogmengeschichte

### Ehemalige Professoren (Auswahl)
- Arnold Angenendt
- Martin Ebner
- Klaus Lüdicke
- Johann Baptist Metz
- Karl Rahner
- Joseph Ratzinger (später Papst Benedikt XVI.)
- Hermann Volk
- Herbert Vorgrimler
- Jürgen Werbick
- Erich Zenger

### Ehrendoktoren (Auswahl)
- Hans Urs von Balthasar (1965)
- Johannes Bernhard Brinkmann (1870)
- Franz Ehrle (1902)
- Clemens August von Galen (1933)
- Franz Hitze (1893)
- Lorenz Jaeger (1947)
- Wilhelm Emmanuel von Ketteler (1862)
- Franz König (1994)
- Paulus Melchers (1857)
- Ishmael Noko (2010)
- Ioannis Zizioulas (2010)